# Sinistra (araldica)
Sinistra è un termine utilizzato in araldica per indicare parte dello scudo o pezze; ed è alla destra di chi guarda. Infatti l'araldica raffigura scudi, che come arma difensiva si portano davanti al corpo; e poiché destra e sinistra si riferiscono a chi porta lo scudo, risultano invertite per chi lo guarda standogli di fronte.
Le figure araldiche sono abitualmente rivolte a destra, posizione che non si blasona; mentre per indicare il loro essere rivolte a sinistra si usa frequentemente il termine rivoltato (o rivolto).